# Iván Pellicer
Pour les articles homonymes, voir Pellicer.
Iván Pellicer est un acteur espagnol, né le 1er février 1997 à Murcie.

## Biographie
Il joue dans plusieurs séries télévisées, notamment Sur l'autel de la famille, diffusée au niveau international sur Netflix.

## Filmographie

### Cinéma
- 2018 : Ánimas de Laura Alvea et José F. Ortuño : Abraham
- 2022 : Matar a la madre d'Omar Ayuso : Noa
- 2023 : Le Book club mortel de Carlos Alonso-Ojea : Fernando "Nando" Aguado[3]

### Télévision

#### Séries télévisées
- 2018 : Fugitiva : Rubén Guzmán Escudero
- 2021 : Élite: historias breves :	Beni
- 2021-2022 : Paraíso : Marqués
- 2022 : Sur l'autel de la famille (Sagrada familia) : Abel / Eduardo Santos
- 2024 : Querer : Jon Gorosmendi